# 디스트로워치
디스트로워치(DistroWatch)는 리눅스나 다른 자유소프트웨어/오픈소스 소프트웨어 운영 체제인 오픈솔라리스(OpenSolaris)와 BSD에 대한 소식과 인기순위, 다른 일반적인 정보를 제공하는 웹사이트이다. 디스트로워치에는 현재 수백 개의 배포판에 대한 정보가 수록되어 있다. 이 웹사이트는 2001년 5월 31일에 처음 만들어졌으며, Ladislav Bodnar가 관리하고 있다.